# Glenys Quick
Glenys Quick (* 29. November 1957) ist eine ehemalige neuseeländische Marathonläuferin.
Sie wurde vom legendären Trainer Arthur Lydiard betreut. 1981 wurde sie Zweite beim Dallas White Rock Marathon, 1982 Dritte beim Chicago-Marathon, und bei den Leichtathletik-Weltmeisterschaften 1983 in Helsinki kam sie auf den 14. Platz.
Im Jahr darauf siegte sie bei der Premiere des Nagoya-Marathons und wurde Sechste in Chicago. 1985 wurde sie Zweite in Nagoya, Vierte beim Philadelphia-Halbmarathon und erneut Sechste in Chicago.
Sie ist mit dem Leichtathletiktrainer Robert Vaughan verheiratet und lebt mit ihm und ihren zwei Töchtern in Dallas.

## Persönliche Bestzeiten
- Halbmarathon: 1:12:29 h, 15. September 1985, Philadelphia
- Marathon: 2:31:44 h, 20. Oktober 1985, Chicago